# Samuel Robson Walton
Samuel Robson Walton, detto Rob (Tulsa, 28 ottobre 1944), è un imprenditore statunitense, erede della catena Wal-Mart e proprietario dei Denver Broncos della NFL. È considerato da Forbes, al dicembre 2024, come uno degli uomini più ricchi al mondo con un patrimonio stimato di 110.8 miliardi di dollari.

## Biografia
Nato a Tulsa, Oklahoma, maggiore dei 4 figli di Sam Walton (1918-1992), fondatore della catena Wal-Mart, capostipite della famiglia Walton (una delle più ricche del mondo) e leader mondiale nel settore della grande distribuzione. La madre era Helen Walton (1919-2007). Ha un fratello minore, Jim Walton, e una sorella minore, Alice Walton. Un altro fratello, John Walton, morì nel 2005.Un terzo, Walter, ricercatore e sposato con una italo-americana.
Walton frequentò il College of Wooster e si laureò all'Università dell'Arkansas nel 1966 in amministrazione aziendale. Ha in seguito  conseguito il dottorato in giurisprudenza presso la Columbia Law School nel 1969. Walton è anche un fiduciario del College of Wooster. 
Dopo la laurea, Walton divenne membro dello studio legale che rappresentava Wal-Mart, Conner & Winters a Tulsa. Nel 1978 lasciò Tulsa per unirsi a Wal-Mart come vicepresidente senior, e nel 1982 fu nominato vice presidente. È stato nominato presidente del consiglio di amministrazione il 7 aprile 1992, due giorni dopo la morte del padre. Ha ricoperto anche la carica di amministratore delegato fino al 2014 (ruolo poi ricoperto da Doug McMillon).
Dal 9 agosto 2022 è il proprietario dei Denver Broncos, squadra di football americano della NFL, acquistata per una cifra intorno ai 4,5 miliardi di dollari.

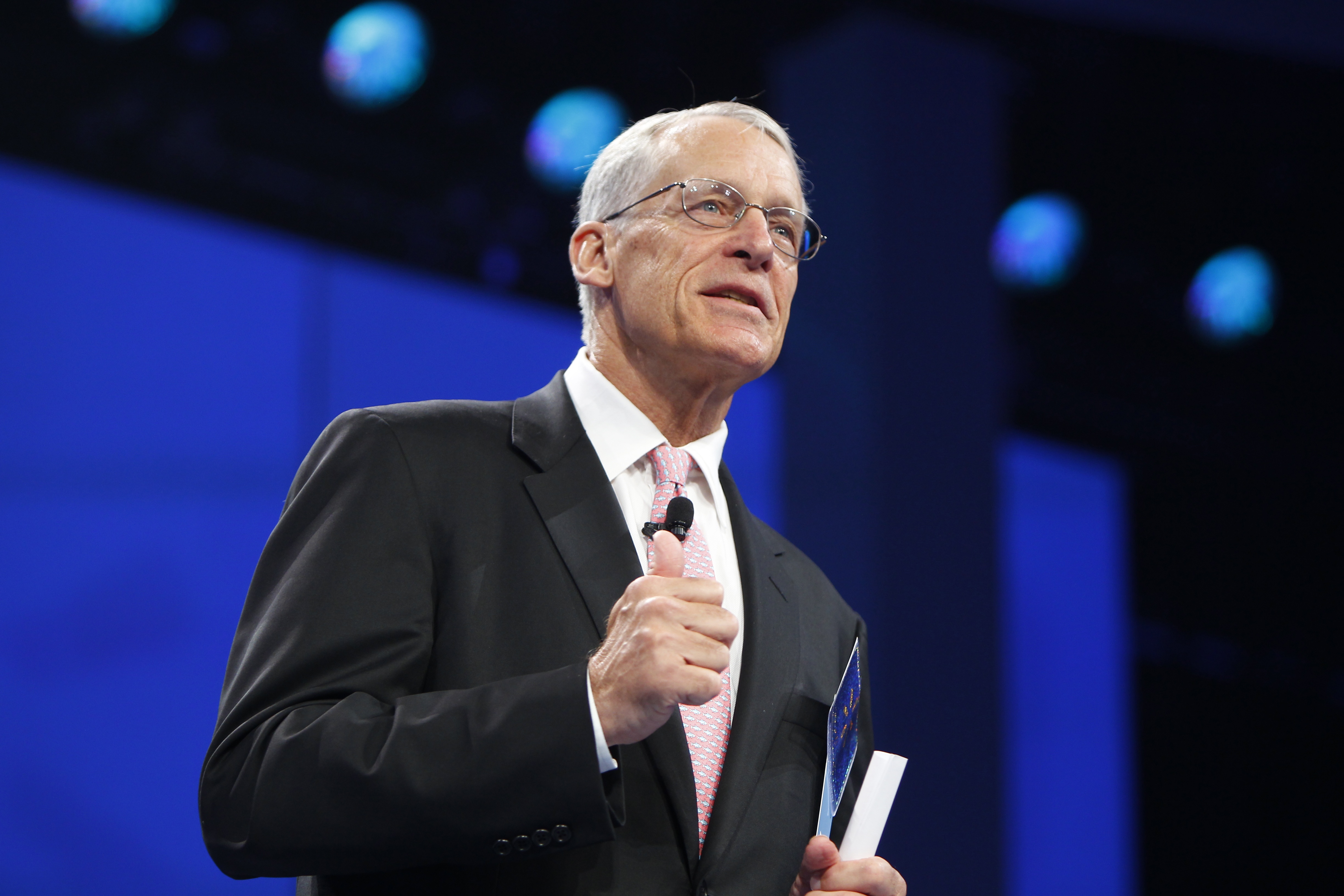
Walton nel 2011

## Vita privata
Dalla sua prima moglie, Walton ebbe tre figli tra cui Carrie Walton Penner (1970). Quando lasciò Tulsa nel 1978 divorziò dalla prima moglie e si risposò con la sua segretaria Carolyn Funk. Con Carolyn hanno chiesto il divorzio nel 2000. Ha avuto quindi un terzo matrimonio con Melani Lowman nel 2005.
Walton è un noto collezionista di automobili.